# Tintin Sélection
Tintin Sélection puis Tintin Pocket Sélection est une revue trimestrielle de bandes dessinées, supplément hors-série du Journal Tintin. Ces recueils sont publiés au format poche de 1968 à 1978, par les Éditions du Lombard pour la Belgique et par Dargaud pour la France.

## Historique de la publication

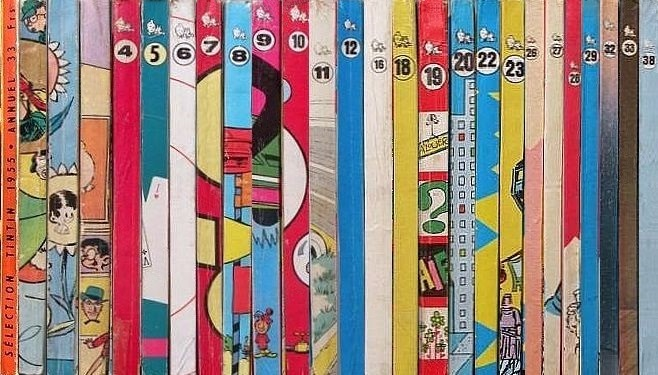
Tintin Sélection numéro zéro (1955) et numéros 1 à 38 (1968-1978).

C'est en 1955 que paraît le numéro zéro de cette collection, sous le titre Sélection Tintin 1955. Le premier numéro réel paraît au quatrième trimestre 1968, sous le titre Tintin Sélection. Cette publication débute deux ans après les premiers pockets bimestriels Mickey Parade pour jeunes enfants, et quelques mois après le début des Super Pocket Pilote de Dargaud, destinés à un public légèrement plus âgé.
Les fascicules de Tintin Sélection sont publiés à une fréquence trimestrielle. Chacun d'entre eux comporte un bon nombre de bandes dessinées : des gags et des récits inédits des héros de l'hebdomadaire. Le but de cette collection est de fidéliser le lectorat de Tintin et de lui attirer de nouveaux lecteurs,.
À partir du cinquième volume, l'éditeur demande aux auteurs de concevoir leurs récits en bande dessinée selon un découpage leur permettant d'être ultérieurement publiés en albums.
Ces recueils comportent en outre des jeux et des mots croisés. De 1972 à 1974, ils proposent aussi un roman complet sur un des héros du journal.
Le trente-huitième et dernier numéro paraît au premier trimestre 1978. Cette collection de poche laisse la place aux Super Tintin, thématiques et de format plus grand.